# 埃爾博萊克 (明尼蘇達州貝克縣)
埃爾博萊克（英語：Elbow Lake）是位於美國明尼蘇達州貝克縣及清水縣的一個普查規定居民點。

## 人口
根據2020年美國人口普查的數據，埃爾博萊克的面積為3.46平方千米，當中陸地面積為3.46平方千米，而水域面積為0.00平方千米。當地共有人口118人，而人口密度為每平方千米34.1人。